# Станвуд (Мічиган)
Станвуд (англ. Stanwood) — селище (англ. village) в США, в окрузі Мекоста штату Мічиган. Населення — 194 особи (2020).

## Географія
Станвуд розташований за координатами 43°34′50″ пн. ш. 85°26′54″ зх. д. / 43.58056° пн. ш. 85.44833° зх. д. (43.580440, -85.448220).  За даними Бюро перепису населення США в 2010 році селище мало площу 0,63 км², з яких 0,63 км² — суходіл та 0,00 км² — водойми.

## Демографія
Згідно з переписом 2010 року, у селищі мешкало 211 особа в 76 домогосподарствах у складі 59 родин. Густота населення становила 333 особи/км².  Було 84 помешкання (132/км²).
Расовий склад населення:
| - 95,3 % — білих - 2,8 % — чорних або афроамериканців |

До двох чи більше рас належало 1,9 %. Частка іспаномовних становила 2,8 % від усіх жителів.
За віковим діапазоном населення розподілялося таким чином: 26,1 % — особи молодші 18 років, 62,5 % — особи у віці 18—64 років, 11,4 % — особи у віці 65 років та старші. Медіана віку мешканця становила 37,4 року. На 100 осіб жіночої статі у селищі припадало 104,9 чоловіків;  на 100 жінок у віці від 18 років та старших — 100,0 чоловіків також старших 18 років.
Середній дохід на одне домашнє господарство  становив 55 720 доларів США (медіана — 43 750), а середній дохід на одну сім'ю — 64 554 долари (медіана — 47 500). Медіана доходів становила 60 313 долари для чоловіків та 31 875 доларів для жінок. За межею бідності перебувало 25,6 % осіб, у тому числі 30,6 % дітей у віці до 18 років та 0,0 % осіб у віці 65 років та старших.
Цивільне працевлаштоване населення становило 85 осіб. Основні галузі зайнятості: освіта, охорона здоров'я та соціальна допомога — 28,2 %, роздрібна торгівля — 15,3 %, мистецтво, розваги та відпочинок — 14,1 %.